# Variable R Coronae Borealis
Els estels variables R Coronae Borealis (variables R CrB o RCB) són un tipus de variables eruptives supergegants de tipus espectral F o G. Són riques en carboni i pobres en hidrogen, i es caracteritzen per una dràstica disminució en la seva lluminositat. Es pensa que aquests mínims són causats per material ric en carboni expulsat per l'estel durant un cicle de pulsació. A mesura que el núvol s'expandeix, aquesta es refreda i es condensa en partícules de carboni que absorbeixen gran part de la llum emesa per la fotosfera de l'estel. Solament quan la pols és desplaçada per la pressió de radiació, l'estel torna a la seva lluentor normal.
A més s'ha observat que en la seva lluentor màxima les variables R Coronae Borealis mostren petites variacions en la seva lluentor (com les cefeides) de diverses dècimes de magnitud en períodes de 20 a 100 dies.
Es pensa que l'etapa variable R CrB és molt curta en comparació de la vida d'un estel, de l'ordre de 1000 anys, doncs poc més de 50 estels d'aquest tipus es coneixen.
L'estel prototípica és R Coronae Borealis, supergegant groc la magnitud habitual de la qual és al voltant de 6, però en intervals irregulars la seva lluentor descendeix fins a magnitud 14 al llarg de diverses setmanes. Pot trigar diversos mesos o fins a un any a recuperar la lluentor inicial.

## Principals variables R Coronae Borealis
En la taula següent figuren les variables R Coronae Borealis més brillants, ordenades d'acord amb la seva magnitud màxima.
| Nom                    | Magnitud màxima | Magnitud mínima | Tipus espectral |
| ---------------------- | --------------- | --------------- | --------------- |
| R Coronae Borealis     | 5,71            | 14,8            | C0,0(F8pep)     |
| RY Sagittarii          | 5,8             | 14              | G0Iaep(C1,0)    |
| V0854 Centauri         | 7,13            | 14,1            |                 |
| XX Camelopardalis      | 8,09            | 9,8             | G1I(C0-2,0)     |
| LV Trianguli Australis | 8,28            | 8,35            |                 |
| V Coronae Australis    | 8,3             | 16,5            | C(R0)           |
| RS Telescopii          | 9               | 14              | C(R0)           |
| UW Centauri            | 9,1             | 14,5            | K               |

Font: Variables R Coronae borealis type (Alcyone)